# Eozubovskya planicaudata
Eozubovskya planicaudata is een rechtvleugelig insect uit de familie Dericorythidae. De wetenschappelijke naam van deze soort is voor het eerst geldig gepubliceerd in 1985 door Zhang & Jin.